# Stiftelsen Svenska Kryssarklubbens Seglarskola

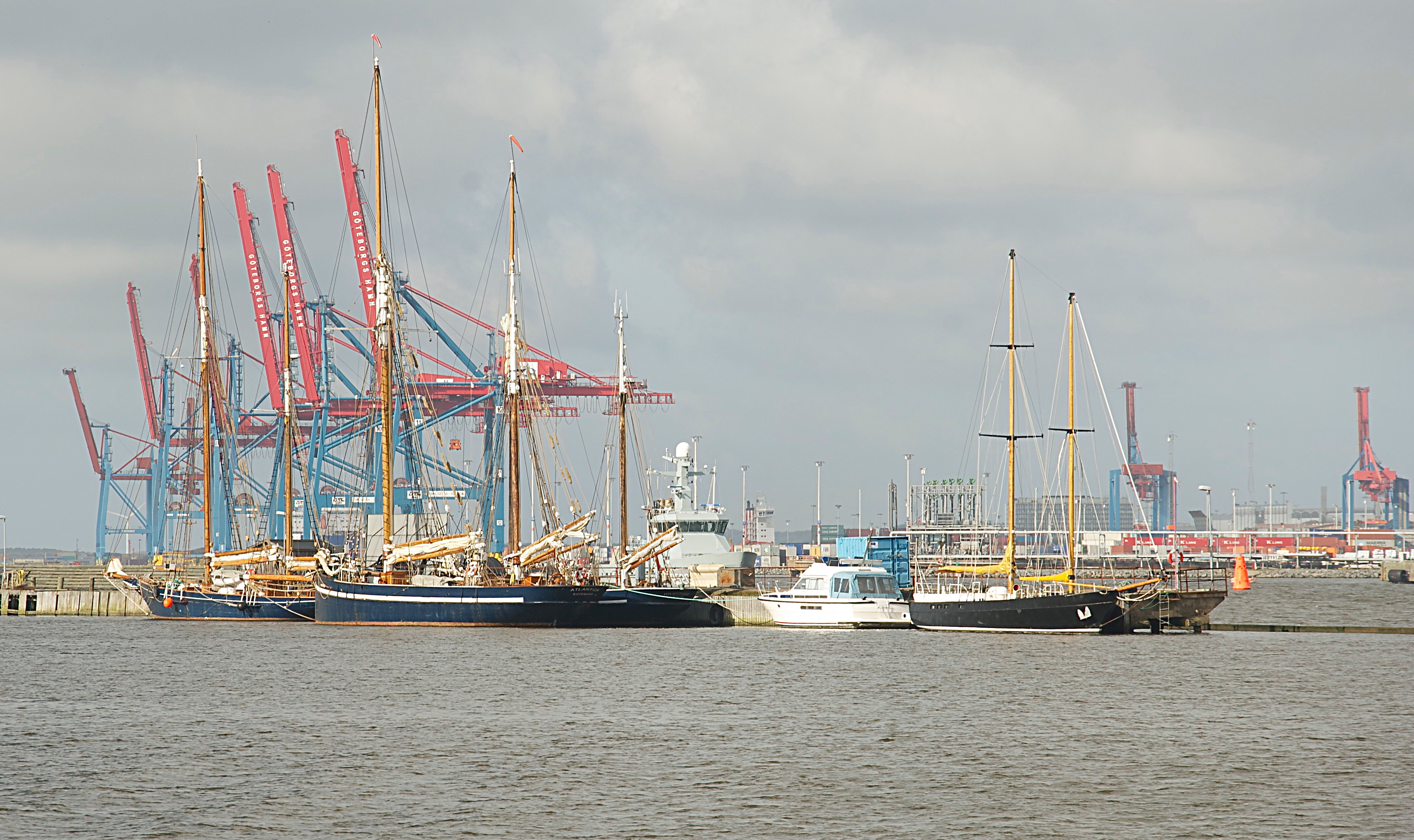
Seglarskolans tre skepp till vänster (med Atlantica närmast kameran) vid Nya Varvet i Göteborg.

Stiftelsen Svenska Kryssarklubbens Seglarskola (Stiftelsen SXK:s Seglarskola) startades 1957 och har sedan dess lärt ut segling, sjömanskap och navigation till både vuxna och ungdomar. Seglarskolan är Sveriges första, största och äldsta verksamhet inom sitt område. Seglarskolan äger tre skepp, Gratitude, Gratia och T/S Atlantica, på vilka seglingsverksamheten bedrivs av ideellt arbetande entusiaster - vanligtvis personer som tidigare seglat som elever ombord på båtarna. Ungdomskurserna är vanligtvis 10-14 dagar långa och vuxenkurserna varierar mellan 3 och 14 dagar och infaller under våren och sensommaren.
Under vår- och höstsäsongen, då det inte bedrivs elevutbildning ombord, så går skeppen (med besättning) att hyra; skolklasser och företag är de vanligaste kunderna, men även privatkunder förekommer. 
Hemmahamn är sedan många decennier Nya Varvet, där också förråd och verkstäder ligger kvar i Vita Gaveln. Administrationen är återigen, som den var fram till slutet av 1980-talet, gemensam med SXK Västkustkretsen och flyttade 2007 till ”Svarta Gaveln”, Sjöräddningssällskapets hus, i Långedrag. Den främsta verksamhet är, som den alltid varit, att bedriva utbildning i segling och sjömanskap för ungdomar mellan 13 och 20 år under tiden juni-augusti varje år. Utöver det erbjuds skolseglingar för vuxna i maj och augusti och fartygen hyrs ut till företag och privatpersoner under övrig tid på vår och höst. Seglingssäsongen invigs alltid första helgen i maj och avriggningen brukar inträffa i mitten av oktober. Fartygen är i mycket gott skick tack vare ideella insatser av Seglarskolans befäl och andra aktiva funktionärer. De slipas årligen för inspektion och översyn.  Fartygen är en del av det marina kulturarvet, men samtidigt väl lämpade för modern maritim utbildning.

## Gratitude

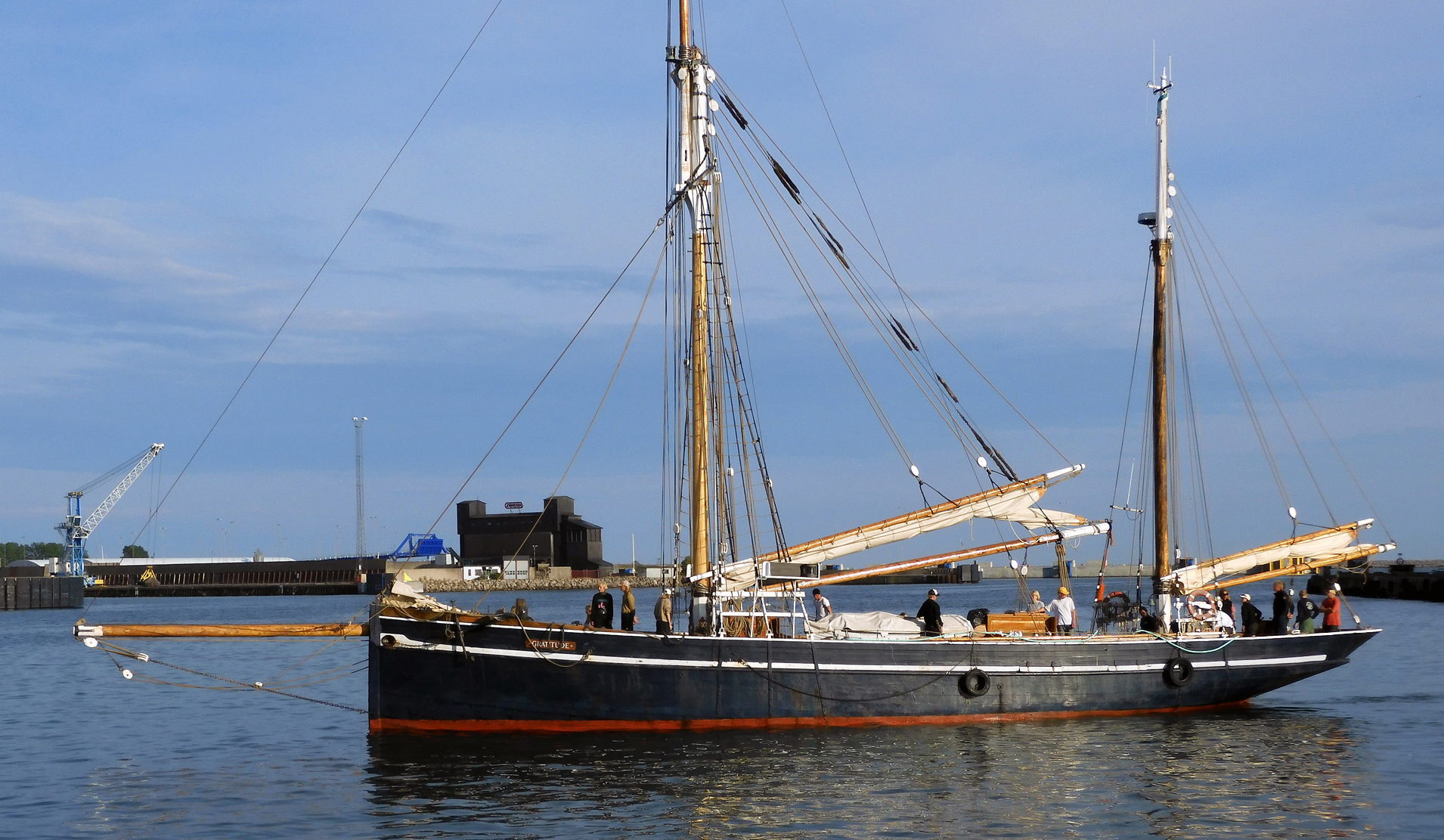
Gratitude i Ystads hamn 7 augusti 2021.

I slutet av 1950-talet ansåg ett antal medlemmar i Svenska Kryssarklubbens Västkustkrets att föreningen behövde en permanent ungdomsverksamhet. Vid den tiden var seglarskolor för ungdomar fortfarande mycket ovanligt. Ett par av dem hade då, på initiativ av Sven Lignell och Sven-Gösta Björkström, bedrivit seglarskola sommartid i lånade fritidsbåtar och intresset för deras verksamhet, framför allt inom de yngre leden i SXK, var stort. I detta sammanhang fann lotsen Harald Palmqvist och sjökaptenen och navigationsläraren Kjell Wollter en engelsk kutter, byggd 1903 i Porthleven i England, i uselt skick på Hönö i Göteborgs skärgård. I samråd med Lignell och Björkström och efter en tuff förhandling förvärvades fartyget för 3000 kronor till en nybildad stiftelse. Det fanns krafter inom Västkustkretsen som ansåg projektet alltför våghalsigt för att drivas i egen regi, därav denna lösning. Stiftelsen döptes till Svenska Kryssarklubbens Seglarskola. Året var 1957 och Östervåg återfick sitt ursprungliga namn Gratitude efter köpet. 1958 hade man genom stora pengainsamlingar inom och utanför Kryssarklubben, bland annat fick man ett bidrag från Allmänna arvsfonden på 27 000 kronor, och hårt arbete fått renoverat inredningen och Gratitude kunde fungera som uppankrat moderfartyg för den nya seglarskolan vid Bleket utanför Tjörn. Redan säsongen därpå hade man dock fått både maskin och rigg i skick och hon kunde tas i bruk som skolsegelfartyg för första gången. En stor del av seglarskolorna bedrevs på den tiden i så kallade ”kryssjollar”, en enkel och billig båt designad för att lätt kunna staplas på Gratitudes däck. Efter hand flyttades fokus dock över mer och mer på skutan och idag sker utbildningen uteslutande i skolfartygen. 

## Gratia
1964 skänkte skeppsredaren Einar Hansen i Malmö sitt privata lustfartyg Cinderella (f.d. Bertha, f.d. Aziade, f.d. Blue Shadow) till Seglarskolan. Initialt bedömde Seglarskolans dåvarande styrelse att det skulle bli för dyrt att ta över ansvaret för skutan, men sedan Hansen skjutit till ekonomiska medel för ombyggnad av inredningen och ett nytt segelställ, blev det affär av donationen. Fartyget, byggt 1900 i Gosport i England, fick namnet Gratia. Hon var då vitmålad och underskön med en fantastisk skonarrigg ritad av legendariske Knud H Reimers. Seglarskolan riggade om henne till gaffelketch 1974 genom att byta plats på stor- och fockmast. Därmed kom hon att få samma riggtyp som Gratitude vilket underlättade för både elever och befäl. 

## T/SAtlantica
Seglarskolan fortsatte att expandera och 1969 köptes ytterligare en engelsk kutter, Leader byggd 1892. Leader blev dock i allt större behov av genomgripande renovering i slutet av 1970-talet och tanken föddes på att bygga ett nytt fartyg i hennes ställe. Detta resulterade, efter det att Kjell Wollter i åratal avslutat varje styrelsemöte med orden ”för övrigt anser jag att Seglarskolan skall bygga en ny kutter”, i T/S Atlantica som sjösattes 1981. Leader såldes 1983, hon seglar dock fortfarande efter genomgripande renovering i gott skick på Englands östkust. Istället inköptes Tibnor (f.d. Tryggvason), en liten tyskbyggd tvåmastad stålkutter, som dock såldes igen 1989. Det visade sig vara svårt att få ekonomi i ett så litet fartyg, hon hade bara plats för 12 elever. Sedan dess har Seglarskolan sin nuvarande trehövdade flotta. 